# 双发延程飞行
雙發動機延程飛行（航空字母縮寫：ETOPS，簡略為），延程飛行（Extended Operations）與長程飛行（Long Range Operational Performance Standards）標準，前身包括雙發動機延程飛行 （Extended-range Twin-engine Operational Performance Standards），或雙發動機延程操作標準，最初是國際民航組織為一些執行備降機場之間超過60分鐘航程的航線的雙發動機商用飛機所訂下的規定。ETOPS容許雙發動機飛機如波音737、757、767、777、787、空中巴士A300、A310、A320、A330、A350作長距離飛行（尤其是穿越沙漠、海洋和極地的航線）。ETOPS訂立前，雙發動機飛機都不能執行這一類航班。
在西方世界，ETOPS經常被戲稱為「Engines Turn Or Passengers Swim」（發動機如果不轉動，乘客就得下水游泳）。不過，現今的噴射客機均相當安全，统计显示，目前民航飞机的发动机，每1000小时飞行时间的空中停车率在0.020以内，也就是说每飞行十万小时，单发失效不到两次。从機率上说，一辈子也未必遇的到一次空中发动机失效。
2007年2月15日，由（FAA）發表的全新ETOPS規則正式執行。有關的規則被重新定義為「延程飛行」，涵蓋所有具有兩具或以上噴射發動機的飛機。此外，歐洲航空安全局（EASA）也正在草擬涵蓋三發動機與四發動機飛機的「長距離飛行性能標準」（LROPS），而EASA對於ETOPS的定義，則仍然限於雙發動機飛機。有關標準預計會在2008年內實行。根據FAA新版的 14 CFR 121.161，規定在2015年2月後所製造的四引擎客機，在執行備降機場之間超過180分鐘航程的航線時，也必須遵守ETOPS之規定。四引擎貨機與軍機則不在此限。

## 歷史

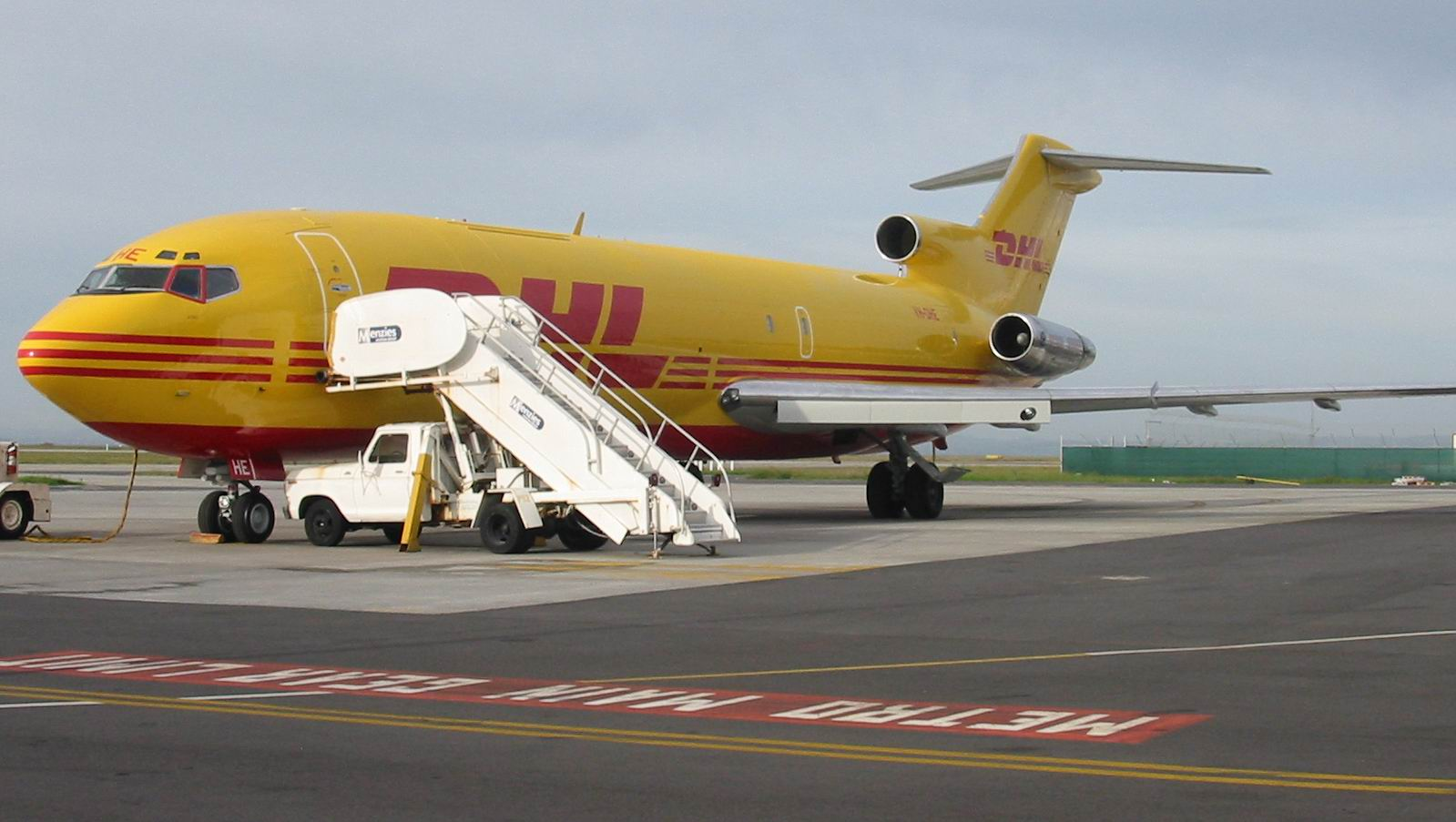
DHL一架波音727貨機

首次直航橫越大西洋由英國皇家空軍兩名飛行員約翰·阿爾科克（John Alcock）和亞瑟·布朗（Arthur Brown）於1919年達成，全程耗時16小時。當時的活塞發動機可靠性不高，長距離飛行是非常冒險的行為。其後，使用四具活塞發動機的洛克希德星座式客機，由於機件非常不可靠，發動機失火情況經常發生，於是被謔稱為「最可靠的三發動機飛機」。
美國聯邦航空總署於1953年認定活塞發動機的不足，對雙發動機飛機提出「60分鐘規定」。這項規定要求雙發動機飛機在制定飛行路線時，航线上任意一点至可用備降機場不能超過60分鐘的飞行距离。为符合規定，雙發動機飛機在长距离航线上往往不得不繞道而行，也不能執行一些沿途備降機場不足的航线。

## 早期噴射發動機的經驗
1950年代到1960年代期間，诸如普惠（Pratt and Whitney）JT8D的之类的渦扇發動機开始具有比活塞發動機更佳的可靠性和更高的推力，當時雙發動機的波音737和三發動機的727都配備JT8D。由於JT8D的極佳記錄，三發動機的波音727不受「60分鐘規定」約束，可以執行橫越大西洋的航線。此後三發動機飛機便如雨後春筍般出現，如洛歇L-1011、麥道DC-10和MD-11。但雙發動機飛機仍然受「60分鐘規定」約束。

## 早期的雙高旁通比渦扇發動機飛機

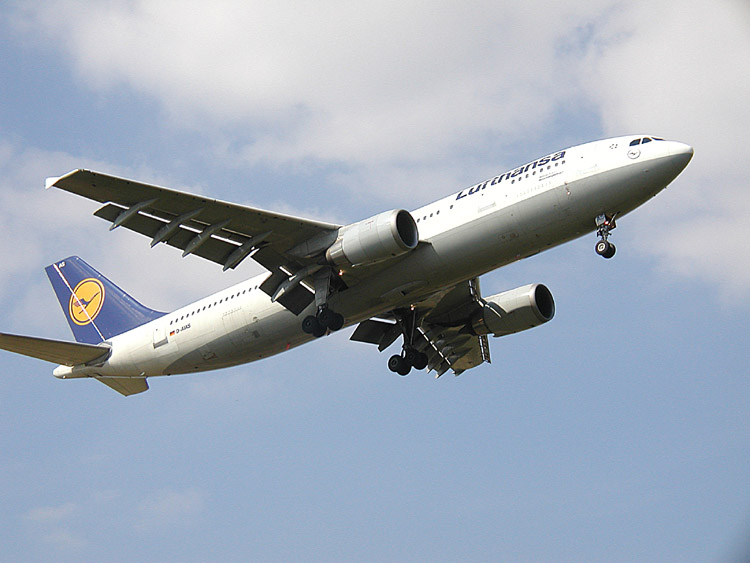
空中巴士A300

美國以外其他國家均跟隨國際民航組織的規定，容許雙發動機飛機有90分鐘轉飛時間（diversion time）。空中巴士利用這個規定在1974年研制了世界上首種配備兩具高旁通比渦扇發動機的廣體飛機A300。
A300的機體只為DC-10和三星客机的75%，但擁有相同的載客量和航程，而且營運費用更低廉，各航空公司都爭相訂購A300。早期的高旁通比渦扇發動機可靠度與JT8D相若，比活塞發動機可靠20倍之多。雙發動機的省油使得這類配置的飛行器賣相極佳，因而製造商邁向了長程飛行的雙發大客機的研製。波音並沒有被打亂陣腳，推出了757和767與A300競爭。
飛機的發展令美國聯邦航空總署和國際民航組織认识到一架適當設計的雙發動機飛機是有能力執行跨洲越洋飛行的。

## 早期ETOPS飛行的經驗

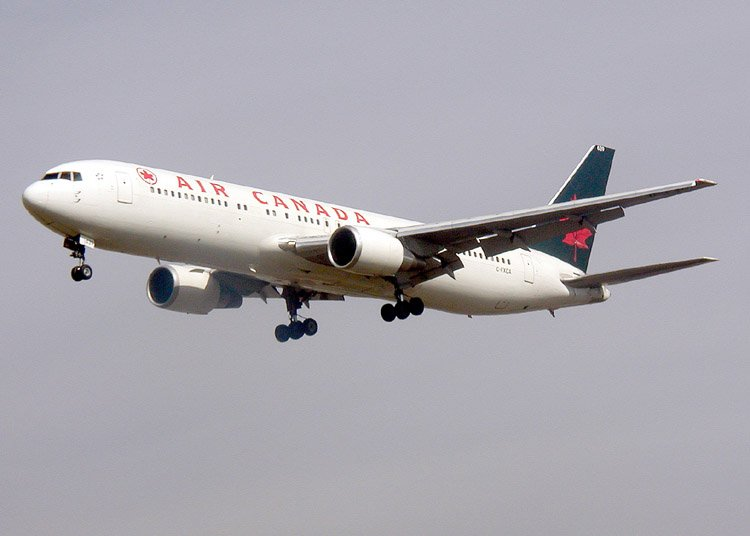
波音767-300ER，ETOPS的先鋒

美國聯邦航空總署於1985年批准ETOPS。並列出許可執行120分鐘轉飛時間所要滿足的條件，令雙發動機飛機可以像三/四發動機飛機一樣飛行橫越大西洋的航班，而不再需要繞道而行。
美國聯邦航空總署批出首個ETOPS許可予環球航空（Trans World Airlines）的767機隊，令環球航空得以利用波音767執行圣路易斯至法蘭克福的航班，容許環球航空的767有90分鐘轉飛時間，其後經美國聯邦航空總署評估環球航空的操作程序後把轉飛時間增加到120分鐘。今時今日，雙發動機飛機已經成為橫越大西洋航班的骨幹。

## ETOPS的擴展
1988年，美國聯邦航空總署修訂ETOPS規定，把轉飛時間延長到180分鐘，但必須達到更嚴格的要求。ETOPS-180令世界95%面積都能夠執行雙發延程飛行的航班。其後歐洲聯合航空機構（JAA）、國際民航組織和其他國家的航空部門均跟隨這套規定。
波音757系列、767系列、部分737、空中巴士A300-600、A310系列、A320系列和A330系列均取得許可執行ETOPS航班。ETOPS飛機的成功進一步扼殺了洲際三發動機飛機的生存空間。1997年波音併購麥道後不久便宣佈停產MD-11，同時降低波音747的生產比例。
北大西洋航道是世界上使用率最高的越洋航道。由於大部分北大西洋航線，都只須ETOPS-120認證，ETOPS-180在北大西洋沒有任何必要性。但是北大西洋的備降機場，特別是冰島和格陵蘭的備降機場，時常受到惡劣天氣影響而不能起降。於是歐洲聯合航空機構把ETOPS-120延長15%到138分鐘，即使在部分備降機場因天氣而關閉時，仍然能繼續執行ETOPS-138航班。
在北太平洋，阿留申群島和中途島上的備降機場（韩德森空军基地）已經足以滿足ETOPS-180的需要。但由於阿留申群島的不穩定天氣和火山活動的關係，波音資助中途島機場的擴建工程，令中途島適合波音777起降。經波音和聯合航空提請後，美國聯邦航空總署於2001年同意把ETOPS-180延長15%到ETOPS-207。ETOPS-207只授予波音777，而且只在北太平洋備降機場都關閉的情況下才適用。
但是歐洲航空安全局並未有跟隨，他們認為ETOPS-180已經是上限，再延長轉飛時間只會對飛行安全構成負面影響。

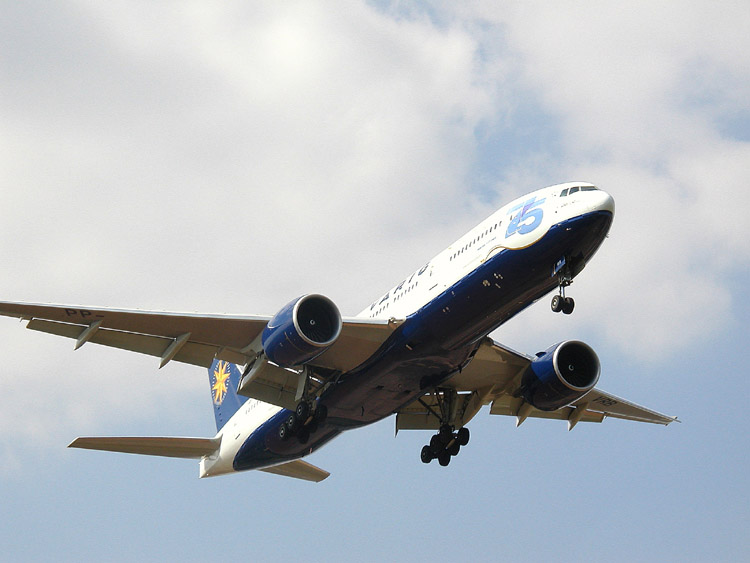
波音777-200ER

航空部門在新飛機投入服務時就已經授予ETOPS-120。而ETOPS-180則必須在一年內執行ETOPS-120航班期間無出現任何問題方獲授予。另一方面，波音公司在開發777時，已經說服美國聯邦航空總署，可以在飛機交付時就能得到ETOPS-180認證；這稱為「提早ETOPS認證」（Early ETOPS）。波音777就是第一款取得「提早ETOPS-180認證」的飛機。
但是，歐洲航空安全局對此表示不同意，因此波音777在歐洲投入服務時，只授予ETOPS-120認證，而歐洲的航空公司就需要連續一年用波音777營運而沒有發生問題，才可獲得ETOPS-180認證。
波音777已在2010年取得ETOPS-330認證。
波音787、空中客车A350已在2014年分別取得ETOPS-330以及級別最高的ETOPS-370认证。

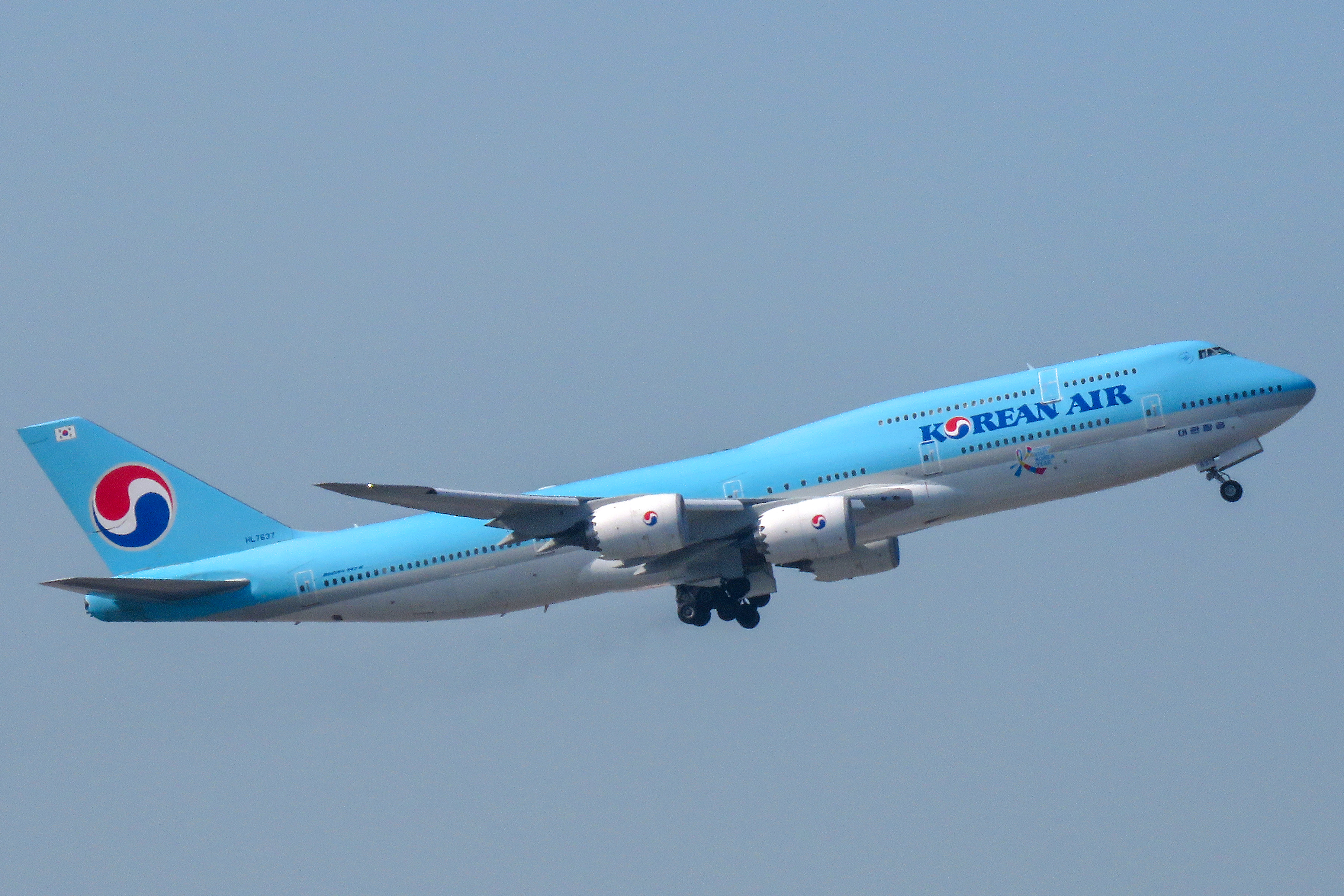
波音747-8洲際客機是目前全球唯一獲核ETOPS-330認證的四發動機客機（圖為大韓航空波音747-8I洲際客機）

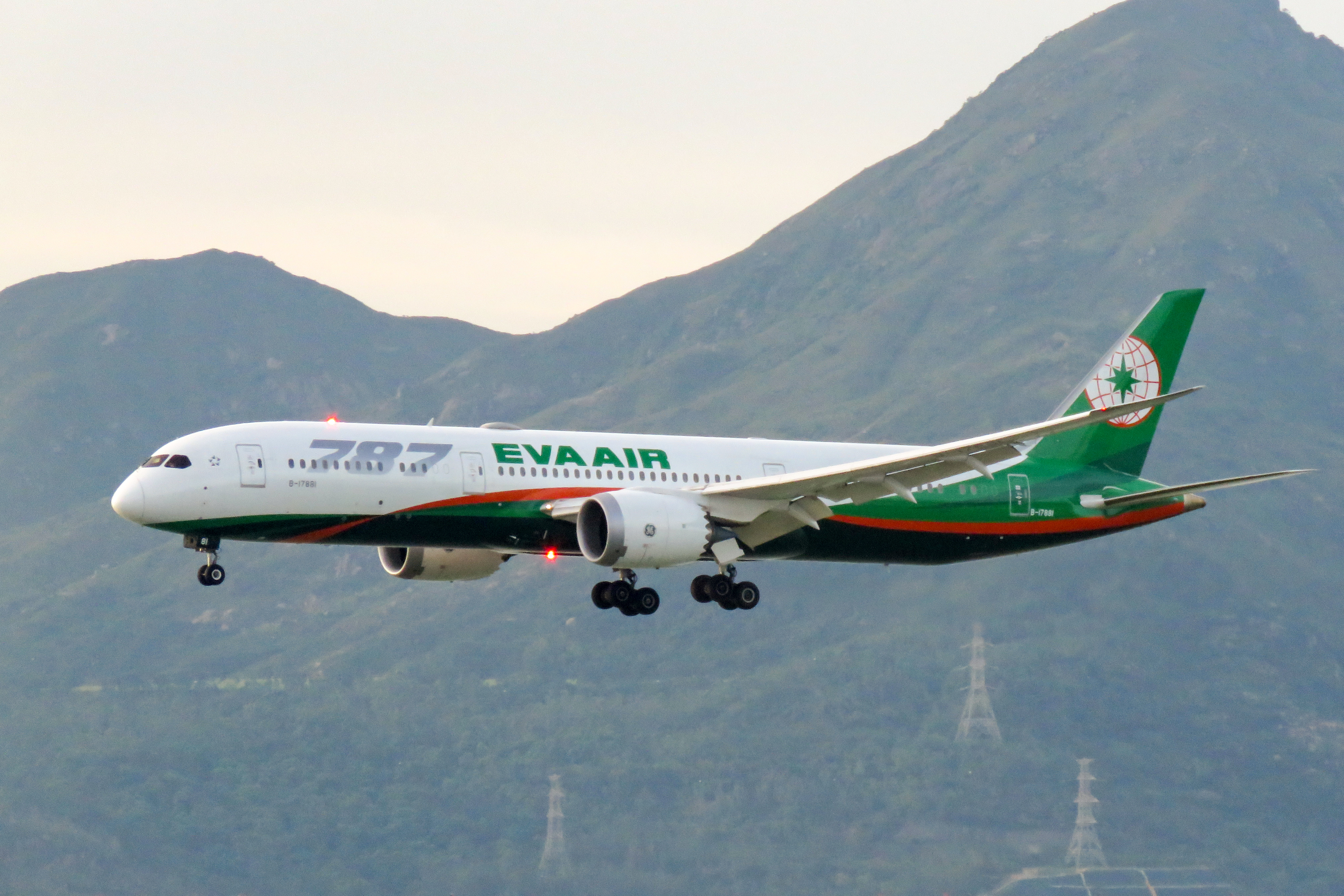
波音787夢幻客機屬於ETOPS-330認證的其中之一（圖為長榮航空波音787-9）

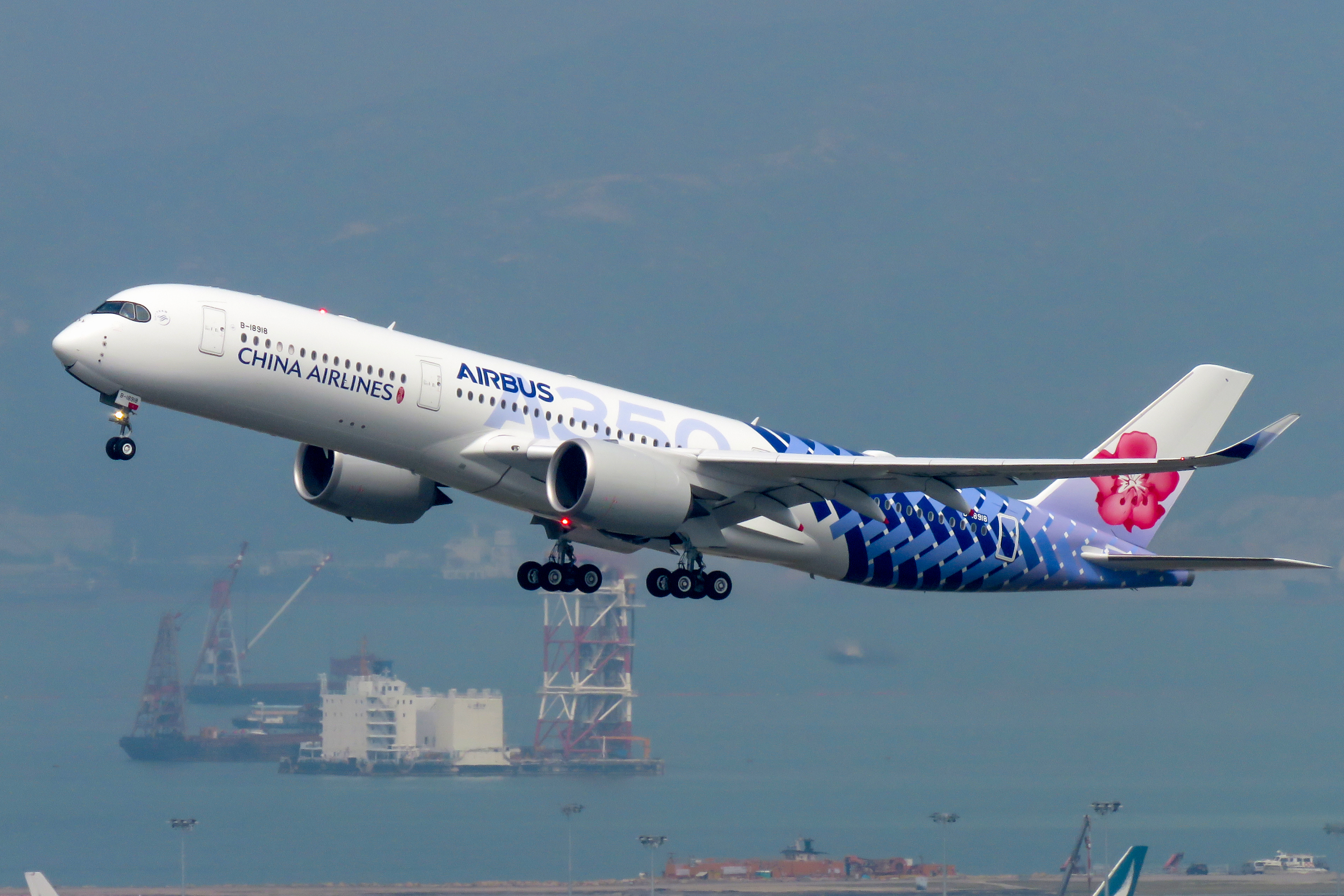
空中巴士A350 XWB是目前全球唯一獲核最高等級ETOPS-370認證的機型（圖為華航A350-941XWB空中巴士聯名碳纖維塗裝）

## ETOPS豁免
私人飛機並不受美國聯邦航空總署的ETOPS限制，但歐洲聯合航空局則施加120分鐘的ETOPS限制。基於此等限制，部分航線目前並不能用雙發動機飛機，其中包括南大西洋（例如約翰內斯堡－布宜諾斯艾利斯）、南印度洋（例如珀斯－約翰內斯堡）以及南極洲航線（例如悉尼－布宜諾斯艾利斯）。

## ETOPS認證批核
ETOPS認證批核分兩步進行。第一，飛機與發動機的組合，需要在「型號認證」中滿足基本的ETOPS要求，其中包括在飛航中關掉一具發動機，然後在餘下的轉飛時間內，僅使用一具發動機飛行與降落。此等測試一般是在海洋上進行。試驗必須證實在轉飛期間，飛行員的工作量不會因為一具發動機故障而無故大增，並保證第二具發動機發生故障的機會在一個極低水準。舉例來說，若一架飛機取得ETOPS-180認證，那表示該飛機可以在單發動機全負載下飛行三小時。
除了飛機外，進行ETOPS飛行的航空公司或其他營運者，也需要滿足該國有關ETOPS飛行的航空法規要求。這種認證稱為「ETOPS營運認證」，涉及正常工程與飛行規章流程以外的額外規定。飛行員與工程人員必須經過特定的訓練，並取得進行ETOPS飛行必須的資格。如果一間航空公司已有豐富的長途飛行經驗，可能會即時取得ETOPS營運認證，但另一些航空公司就可能需要先進行一連串的ETOPS認證評核飛行，確定其進行ETOPS飛行的能力，才會得到ETOPS營運認證。此等營運認證並不能超過相關機型的ETOPS型號認證。
所有航空監管機構均會密切監察所有機型的ETOPS認證，與及各航空公司的ETOPS營運認證，並對其表現進行評核。任何涉及ETOPS的技術事件必須加以紀錄，而經過全球紀錄回來的數據，將會用來評定某一飛機與發動機組合的可靠性；有關的統計資料也會公開。有關的數據必須低於某個型號認證指定的上限；ETOPS-180的數據限制，當然比ETOPS-120來得嚴格。如果數據紀錄不良，機型或營運的ETOPS認證就會被降級，甚至被臨時撤銷。

## ETOPS認證級別
根據現行規則，航空公司可以取得以下的ETOPS認證級別：
- ETOPS-75
- ETOPS-90
- ETOPS-120/138
- ETOPS-180/207
- ETOPS-330
- ETOPS-370

不過，根據飛機類型而定的ETOPS認證級別較少，包括：
- ETOPS-90，以容許ETOPS生效前已經營運的空中巴士A300B4可以在現行的規例下合法營運
- ETOPS-120/138
- ETOPS-180/207，可覆蓋整個地球面積的95%。
- ETOPS-330，只有波音777（僅限搭載GE90發動機777-200ER適用以及777-200LR、777-300ER、777F），波音787，747-8洲際飛機（747-8I）及空中巴士A330neo取得[3]，預計2026年交機投運的波音777X也將獲核ETOPS-330認證。
- ETOPS-370，目前只有空中巴士A350 XWB獲此認證等級。

## 全新的ETOPS與LROPS標準
2007年2月15日，美國聯邦航空總署規定，只要每10萬發動機操作小時不發生多於一次飛行中停機的事件（這比起ETOPS-180要求每10萬發動機操作小時不發生多於兩次飛行中停機來得嚴格），雙發動機飛機可以飛越世界上大部分地方，但以下地方例外：
- 南極地區
- 小部份的南太平洋地區
- 北極地區（在個別冬季天氣環境下）

符合規格的飛機，需要有適當的滅火設備，足夠機員與乘客使用的氧氣供應（以供突然失壓時的需要，並容許飛機繼續高空飛行）。飛機間中會由於非機械性原因與乘客的緊急醫療需要而轉飛，因應這個問題，新的規則要求飛機在偏遠而嚴苛的環境下，能支持長距離轉飛的需要。有關規則不適用於三或四發動機的貨機，而雙發動機飛機則從此免受過往的ETOPS限制。
歐洲航空安全局則仍然將雙發動機飛機獨立處理，不過也正在草擬供三或四發動機飛機使用的LROPS規定，而有關規定也會包括緊急氧氣供應與滅火設備方面的規則。歐洲航空安全局預計會在2008年，公佈全新的ETOPS與LROPS規則。
根據FAA新版的 14 CFR 121.161， 規定在2015年2月後所製造的四引擎客機，在執行備降機場之間超過180分鐘航程的航線時，也必須遵守ETOPS之規定。四引擎貨機與軍機則不在此限。

## 外部連結
- Great Circle Mapper（页面存档备份，存于） - 大圓航線繪圖網站，當中包括ETOPS航程顯示
- New ETOPS regulations, Jan. 26, 2007（页面存档备份，存于） - 美國聯邦航空總署的全新ETOPS規則
- "FAA frees twins from ETOPS limits"（美國聯邦航空總署放寬雙發動機飛機的ETOPS限制），Flight International雜誌，2007年1月16-22日，由Reed Publication Limited出版。
- Airbus:LROPS - 空中巴士網站有關LROPS的說明